# Lidia Wasiak
Lidia Wasiak (ur. 1962 w Szczecinie) – polska modelka, Miss Polonia 1983.

## Życiorys

### Edukacja
Ukończyła studia w Instytucie Kultury Fizycznej Uniwersytetu Szczecińskiego.

### Kariera
We wrześniu 1983 roku wygrała tytuł Miss Polonia, a podczas gali finałowej otrzymała wyróżnienie także jako Miss Publiczności. Po wygraniu tytułu najpiękniejszej Polki brała udział w wyborach Miss World 1983 oraz Miss Europe 1984. Pracowała jako modelka w Austrii i Wielkiej Brytanii.
W 2004 roku brała udział w programie Wyprawa Robinson emitowanym w TVN, w którym zajęła 3. miejsce.